# Julius Jančáry
Julius Jančáry (* 3. března 1961) byl český a československý politik, po sametové revoluci poslanec České národní rady a Sněmovny lidu Federálního shromáždění za Občanské fórum, pak za Občanskou demokratickou stranu.

## Biografie
Ve volbách roku 1990 byl za OF zvolen do České národní rady. V rámci OF zastupoval později Meziparlamentní klub demokratické pravice. Po rozkladu Občanského fóra přešel do ODS. Ve volbách roku 1992 byl za ODS, respektive za koalici ODS-KDS, zvolen do Sněmovny lidu (volební obvod Severočeský kraj). Ve Federálním shromáždění setrval do zániku Československa v prosinci 1992.
V komunálních volbách roku 1994 kandidoval neúspěšně za ODS do zastupitelstva města Frýdlant. V živnostenském rejstříku je evidován od roku 1993, bytem Vlašim.